# Giancarlo Giomarelli
Giancarlo Giomarelli (9 febbraio 1944 – 24 gennaio 2015) è stato un cantante, paroliere e compositore italiano, celebre per il suo progetto musicale Andrea e Nicole, con il quale ha portato al successo il brano erotico La prima volta.

## Biografia
Giancarlo Giomarelli inizia la sua attività musicale negli anni sessanta, quando suona la chitarra in gruppi “spalla” di artisti celebri che si esibiscono nella capitale, tra i quali Peppino di Capri, Fred Bongusto e Don Marino Barreto.
Nel 1975 si iscrive alla SIAE come paroliere. Nell'Archivio SIAE risultano a lui riconosciute oltre un'ottantina di canzoni, tra le quali un paio di sigle di cartoni animati giapponesi. Collabora infatti alla fine degli anni settanta con i Superobots di Douglas Meakin.
A metà anni settanta è attivo in più progetti. Primo tra tutti il suo gruppo I Beati Paoli, con i quali incide il 45 giri Santa Monica per l'etichetta GEB. Nel 1976 con I Robots incide poi il singolo Tabù Tubà per la EMI.
Ma è, sempre nel 1976, con il progetto Andrea e Nicole che Giancarlo Giomarelli ottiene il suo più importante successo: il singolo erotico La prima volta, canzone sul genere di Je t'aime... moi non plus, in cui viene messo in scena il rapporto sessuale tra due giovani. Al singolo segue un album, Storia della prima volta, concept che racconta l'incontro tra i due protagonisti che li porta ad amarsi. Il progetto prosegue l'anno successivo con il singolo La confessione di Mariangela R. e quindi con il 7" Niente..., il cui retro, Buonanotte amore..., doveva essere portato dalla coppia al Festival di Sanremo. Ma, il duo decide di rinunciare e il brano appare solamente sul vinile.
Successivamente Giancarlo Giomarelli continua a scrivere canzoni, collaborando negli ultimi anni con Ana Bettz e con il gruppo Gospel di Chicago.
Giancarlo Giomarelli è scomparso il 24 gennaio 2015 ed è sepolto al Cimitero del Laurentino di Roma.

## Discografia

### Discografia con i Beati Paoli

#### Singoli
- Santa Monica/Canto d'amore (GEB, GEB/CD 5007)
- 1977 - La confessione/La confessione (strumentale) con Mariangel R. (EMI, 3C 006 - 18243)

### Discografia con I Robots

#### Singoli
- 1976 - Tabù tubà (Part I/)Tabù tubà (Part II) (EMI/Odeon, 3C 006-18175)

### Discografia con Andrea e Nicole

#### Album
- 1976 - Storia della prima volta (Odeon, 3C 054-18191)

#### Singoli
- 1976 - La prima volta/La prima volta (strumentale) (Odeon, 3C 006-18143)
- 1977 - Niente.../Buonanotte amore (EMI/Odeon, 3C 006-18252)

### Apparizioni
- 1988 - The Hit Music of Erotic Dreams (Templar – HMO 924) con La prima volta
- 2000 - Love Planet.The Best Music of Love (Landy Star Music – NG 1263) con La prima volta, uscito in Russia
- 2001 - Мелодии Эротического Кино (Студия СВТ – КМС - 002) con La prima volta, uscito in Russia ed Ucraina
- xxxx - Romantic Love Songs 2 (Poker Sound – PR. 117) con La prima volta, uscito in Polonia
- xxxx - Мелодии Эротического Кино (Art Classic) con La prima volta, uscito in Russia

## Brani scritti per altri interpreti
- 1976 - Recuerdo per Al Moreno (Memphis Records – 45 - A5 001)
- 1977 - Beata te  e Dolce signora per Pino Leggeri (Spark – SR 845)
- 1977 - La confessione  per Mariangela R. e per i Beati Paoli (EMI – 3C 006 - 18243)
- 1977 - Niente.... e Buonanotte amore per Andrea e Nicole (EMI – 3C 006-18252)
- 1978 - Topolino per  Gil Ventura, album Sax Club Nr 18 (EMI – 3C 254-18374)
- 1978 - Roma, Roma, Roma e Er cugino per la Nuova Compagnia del Canto Romano (Gas – GAS 004)
- 1978 - Ricky Mouse e Disneyland per la Toys' Town Band (Stars – CD 5027)
- 1978 - Topolino e Dolce anima mia per Egidio Greco (Fonia Italiana – CD 4538)
- 1979 - Che si venuta A ffà? e Follia per Giancarlo D'Auria (Baffi Records – BAF 8505)
- 1979 - Guerre fra galassie per i Superobots (RCA Original Cast – BB 6397), compilation Le canzoni del pomeriggio in TV del 1980 (RCA Records – BB NL 33159)
- 1979 - Inno alla Roma e Er cugino per Joe Marelli (Baffi Records – BAF 8507)
- 1980 - La prima volta per Pasquale Dagorn and The Sounds of Love Orchestra, album Erotic Dreams (Hallmark Records – HSC 3100), pubblicato nel Regno Unito, Germania, Portogallo e Nuova Zelanda
- 1980 - Bella di plastica e Walkie Talkie Doll per Angie Bee (EMI – 3C 006-63606)
- 1982 - La prima volta per Vanessa & The Eros 5, album Erotica (Music for Pleasure – 4 M 026-19103), pubblicato in Belgio
- 1983 - Recuerdo per i Metrò, album Musica d'atmosfera Vol. 1 (Grease Records – GR 001 LP)
- 1996 - La prima volta per Erotic Orchestra, album Erotic Songs (Magic Records – MAG 096), pubblicato in Polonia
- 1996 - La prima volta per The Lovelets, album Canzoni erotiche e sensuali (Joker, MC 22076)
- 1996 - Femme per AnaBettz (NAR International, 673867 2)
- xxxx - La prima volta per Gino e Paola, compilation Discotheque Marmalade (Giant Records, 201.003), uscito in Brasile
- xxxx - La prima volta per Paolo e Micolle (Universal International Music, 5090/132)
- xxxx - Santa Monica per I Beati Paoli (GEB, GEB/CD 5007)
- xxxx - La prima volta per Paolo e Michelle (Universal Sound, USA 1009)